# Маркграфство Източна Лигурия
Маркграфство Източна Лигурия (на латински: Marca Liguria Orientale) е маркграфство от средата на X век в Източна Лигурия, Северна Италия, наричано още Отбертинова марка (Marca Obertengha) по името на Оберто от Луни, прародител на лангобардските Отбертини. Известна е и с името Генуезска марка (Marca Januensis) заради столицата Генуа. Обхваща графства Генуа, Луни, Тортона, Бобио, Павия и Милано (вероятно най-старото от тях); индиректно към него е принадлежало и господството над Корсика и Сардиния. Просъществува до края на XII век. Последните анексирани територии са Гавело и Монселиче, тогава когато част от неговите територии започват да стават независими.

## История
Териториите, притежавани от Отбертините – семейство от лангобардски произход, включват днешна Ломбардия, Италианска Швейцария, Новара, Емилия без Болоня (по-късно е добавена и Ферара), част от Пиемонт (част от Олтреджого с Тортона, Нови Лигуре) и част от Лигурия и Тоскана, от района на Генуа до Луниджана и Гарфаняна, а след това косвено също Корсика и част от Сардиния.
Оберто I, граф на Луни, потомък на Супо II, херцог на Сполето и пфалцграф, е инвестиран от Беренгар II през 951 г. с марката, наречена Отбертинова. Неговите деца и внуци участват в битката на Ардуин от Ивреа срещу император Хайнрих II Светия. Някои от потомците на Оберто I след това дават началото на родовете Маласпина, Есте, Палавичино, Гави, Кавалкабо и други италиански семейства.

## Разделяне
На 15 декември 950 г. Беренгар II от Ивреа става крал на Италия. В началото на следващата година той реорганизира управлението на земите западно от река По и образува три нови територии (марки), начело на които назначава свои приближени за маркграфове:
- Маркграфство Торино или Ардуинова марка, обхващащо графствата Торино, Ауриате и Албенга, и вероятно Вентимиля, Бредуло и Алба; дадено на Ардуин III Глабер, граф на Ауриате, глава на произлизащите от франките Ардуини.
- Маркграфство Западна Лигурия или Алерамическа марка, обхващащо графствата Монферат, Акуи и Савона; дадено на Алерам Монфератски, прародител на произлизащите от франките Алерамичи.
- Маркграфство Източна Лигурия или Отбертинова марка, обхващащо графствата Генуа, Тортона и Бобио, после и тези на Павия и Милано; дадено на Оберто I (родоначалник на Отбертините).

Територията северно от река По (с изключение на територията около Верчели) става Маркграфство Ивреа, познато и като Анскарийска марка по другото име на тогава управляващата Дом Бургундия-Ивреа. През втората половина на X век Отоните създават Атонската марка на Адалберт Ацо от Каноса, обхващаща графства Модена и Реджо, Парма, Пиаченца, Кремона, Бергамо и Бреша.
Оберто I е направен маркграф на Милано и Генуа още преди 951 г., с власт над графствата Луни, преди това принадлежащо на маркизите на Тусция, Милано, Генуа, Тортона, Павия (управлявани пряко) и тези на Бобио, Пиаченца, Кремона, Парма, Модена и Реджо Емилия, Ферара, Асколи Пичено (добавено по-късно), след това второстепенни владения (управлявани от епископи или абати или други феодали). Наследниците на Оберто I, Адалберт I и Оберто II, държат маркграфската длъжност в консорциум с имперската подкрепа на Ото I към Ардуин и Конрад II.

## Маркграфове
- Адалберт Маркграф, ок. 940 – 951
- Оберто I, 961– ок. 997 г., маркграф на Италия, управляващ Миланската марка, вкл. Ломбардия и част от Лигурия
- Алберто II, ок. 997 г.
- Оберто II, ок. 997– ок.1013 г.
- Алберто Ацо I, ок.1013– ок.1029 г.
- Алберто Ацо II, ок.1029–1097 г.
- Фолко I, 1097– ок.1146 г.
- Обицо I, ок. 1146–1193 г.